# Jerzy Pietrzyk

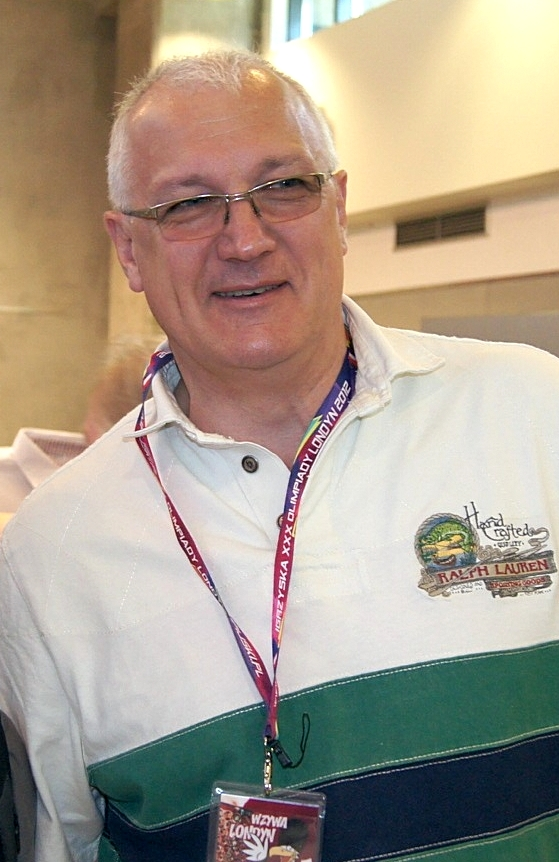
Jerzy Pietrzyk 2013

Jerzy Pietrzyk (* 17. April 1955 in Warschau) ist ein ehemaliger polnischer Sprinter, der sich auf den 400-Meter-Lauf spezialisiert hatte.

## Karriere
Er begann seine Karriere als Hürdenläufer und wurde 1973 Junioren-Europameister im 400-Meter-Hürdenlauf, bevor er sich auf den Flachsprint konzentrierte. 1975 siegte bei der Universiade in Rom im 400-Meter-Lauf und mit der 4-mal-400-Meter-Staffel.
Seinen größten Erfolg feierte er bei den Olympischen Spielen 1976 in Montreal. Die polnische Staffel holte in  der Aufstellung Ryszard Podlas, Jan Werner, Zbigniew Jaremski und Jerzy Pietrzyk die Silbermedaille hinter der Mannschaft der Vereinigten Staaten. Pietrzyk startete in Montreal auch im 400-Meter-Lauf und erreichte dabei die Halbfinalrunde.
Bei den Olympischen Spielen 1980 schied er sowohl mit der Staffel als auch über 400 m bereits in der Vorrunde aus.
Jerzy Pietrzyk ist 1,90 m groß und hatte ein Wettkampfgewicht von 76 kg. Er startete unter anderem für die Leichtathletikabteilungen von Górnik Zabrze und Gwardia Warschau.

## Bestleistungen
- 200 m: 21,18 s, 4. August 1975, Bydgoszcz
- 400 m: 45,65 s, 28. Juli 1976, Montreal